# Cucurbitaceae
Cucurbitaceae este o familie de plante.

## Genuri
| - Abobra - Acanthosicyos - Actinostemma - Alsomitra - Ampelosycios - Anacaona - Apatzingania - Apodanthera - Bambekea - Benincasa - Biswarea - Bolbostemma - Brandegea - Bryonia - Calycophysum - Cayaponia - Cephalopentandra - Ceratosanthes - Chalema - Cionosicyos - Citrullus - Coccinia - Cogniauxia - Corallocarpus - Cremastopus - Ctenolepis - Cucumella - Cucumeropsis - Cucumis - Cucurbita - Cucurbitella - Cyclanthera - Dactyliandra - Dendrosicyos - Dicoelospermum - Dieterlea - Diplocyclos - Doyerea - Ecballium - Echinocystis |  | - Echinopepon - Edgaria - Elateriopsis - Eureiandra - Fevillea - Gerrardanthus - Gomphogyne - Gurania - Guraniopsis - Gymnopetalum - Gynostemma - Halosicyos - Hanburia - Helmontia - Hemsleya - Herpetospermum - Hodgsonia - Ibervillea - Indofevillea - Kedrostis - Lagenaria - Lemurosicyos - Luffa - Marah - Melancium - Melothria - Melothrianthus - Microsechium - Momordica - Muellerargia - Mukia - Myrmecosicyos - Neoalsomitra - Nothoalsomitra - Odosicyos - Oreosyce - Parasicyos - Penelopeia - Peponium - Peponopsis |  | - Polyclathra - Posadaea - Praecitrullus - Pseudocyclanthera - Pseudosicydium - Psiguria - Pteropepon - Pterosicyos - Raphidiocystis - Ruthalicia - Rytidostylis - Schizocarpum - Schizopepon - Sechiopsis - Sechium - Selysia - Seyrigia - Sicana - Sicydium - Sicyos - Sicyosperma - Siolmatra - Siraitia - Solena - Tecunumania - Telfairia - Thladiantha - Trichosanthes - Tricyclandra - Trochomeria - Trochomeriopsis - Tumacoca - Vaseyanthus - Wilbrandia - Xerosicyos - Zanonia - Zehneria - Zombitsia - Zygosicyos |

## Specii din România
Flora României conține 15 specii; majoritatea cultivate, ce aparțin la 9 genuri:
- Bryonia
  - Bryonia alba – Împărăteasă, Mutătoare
  - Bryonia dioica – Mutătoare
- Citrullus
  - Citrullus colocynthis – Colocint
  - Citrullus lanatus – Pepene verde
- Cucumis
  - Cucumis melo – Pepene galben
  - Cucumis sativus – Castravete
- Cucurbita
  - Cucurbita ficifolia – Bostan cu semințe negre
  - Cucurbita maxima – Bostan, Dovleac turcesc
  - Cucurbita moschata
  - Cucurbita pepo – Bostan, Dovleac
- Ecballium
  - Ecballium elaterium – Plesnitoare
- Echinocystis
  - Echinocystis lobata – Bostănaș spinos
- Lagenaria
  - Lagenaria siceraria – Tigvă
- Sicyos
  - Sicyos angulatus
- Thladiantha
  - Thladiantha dubia – Bostănei chinezești, Pere bolunde